# Mai Phụ
Mai Phụ là một xã thuộc huyện Thạch Hà, tỉnh Hà Tĩnh, Việt Nam.
Xã Mai Phụ có diện tích 5,88 km², dân số năm 1999 là 5113 người, mật độ dân số đạt 870 người/km².